# نيل وودز
نيل وودز (بالإنجليزية: Neil Woods)‏ (30 يوليو 1966 بيورك في المملكة المتحدة - ) هو مدرب كرة قدم ولاعب كرة قدم بريطاني في مركز الهجوم. لعب مع إيبسويتش تاون وبرادفورد سيتي وسكونثورب يونايتد وغريمسبي تاون ونادي دونكاستر روفرز ونادي رينجرز ونادي ساوثبورت ونادي يورك سيتي وويغان أتلتيك ونادي غاينسبورو ترينيتي ونادي مانسفيلد تاون.

## وصلات خارجية
- نيل وودز على موقع قاعدة بيانات كرة القدم.إي يو (الإنجليزية)
- نيل وودز على موقع Soccerbase.com (لاعب) (الإنجليزية)